# V. sjezd KSČ

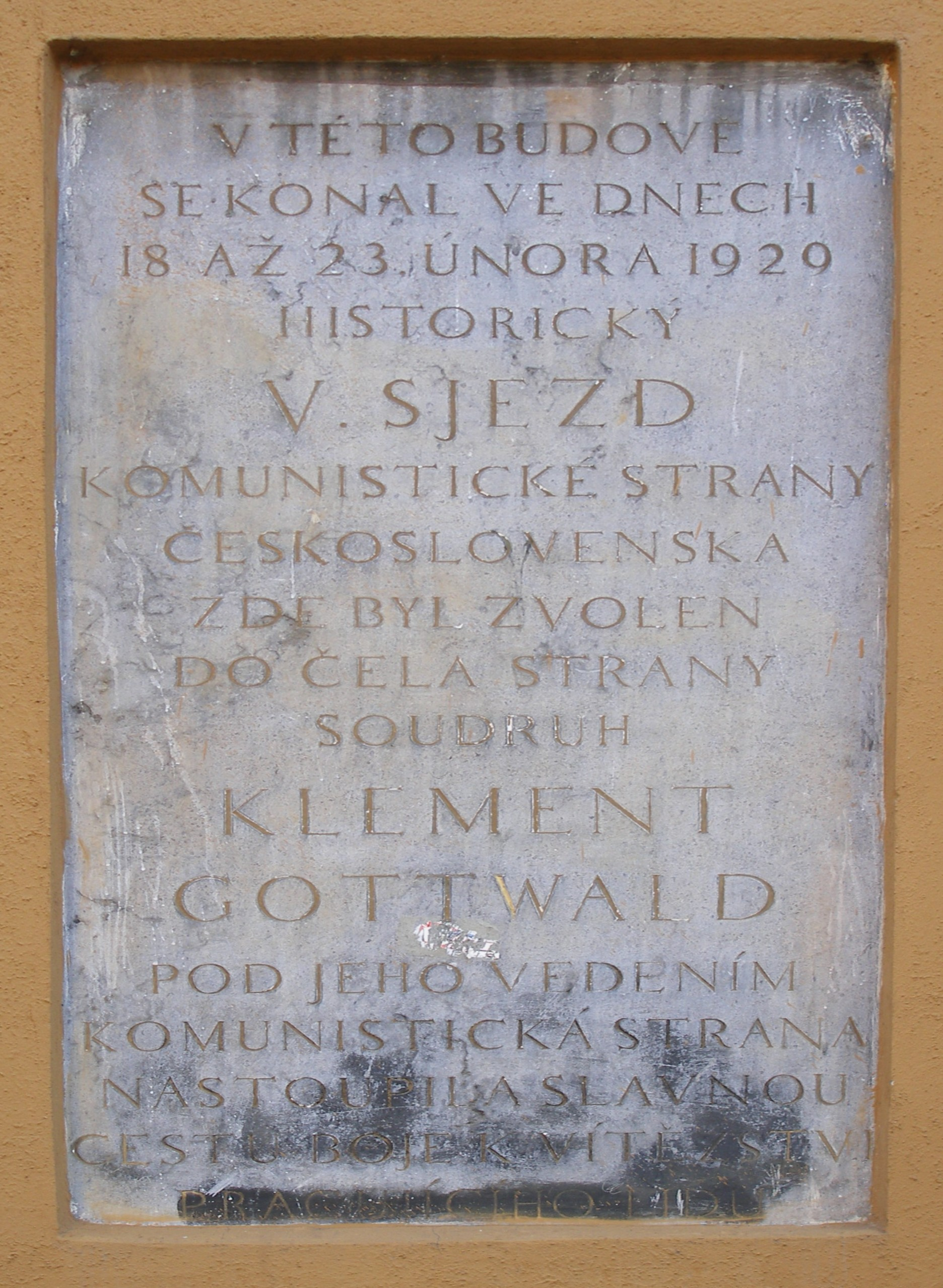
Pamětní deska připomínající V. sjezd na budově Domoviny

V. sjezd Komunistické strany Československa se konal v únoru 1929. Přinesl radikalizaci (dobovou terminologií „bolševizaci“) strany, podřízení moskevskému vedení a nástup k moci mladé generace, kterou vedl Klement Gottwald.

## Dobové souvislosti
V červenci 1928 neuspěl Rudý den naplánovaný namísto zakázané spartakiády organizovaný KSČ: po jeho zákazu se demonstrace zúčastnilo jen cca 6 000 lidí v Praze místo očekávaných 120 000, přičemž chaotické pokyny vedení strany přispěly k jejich rozehnání policií. Fiasko se pro mladé levicové radikály v KSČ stalo podnětem k zostření kritiky dosavadního vedení, které reprezentovali členové politického byra a ústředního sekretariátu, generální tajemník Bohumil Jílek (předseda a zakladatel strany Bohumír Šmeral působil převážně v Moskvě v exekutivě Kominterny) a Václav Bolen. Mezi radikály, označované „karlínští kluci“, patřili Klement Gottwald, Rudolf Slánský, Jaromír Dolanský, Václav Kopecký, Jan Šverma nebo Josef Guttmann. V pozadí sporu byla i otázka podřízení KSČ směrnicím Kominterny (dosavadní Jílkovo vedení si v tomto ohledu udržovalo jistou programovou samostatnost).

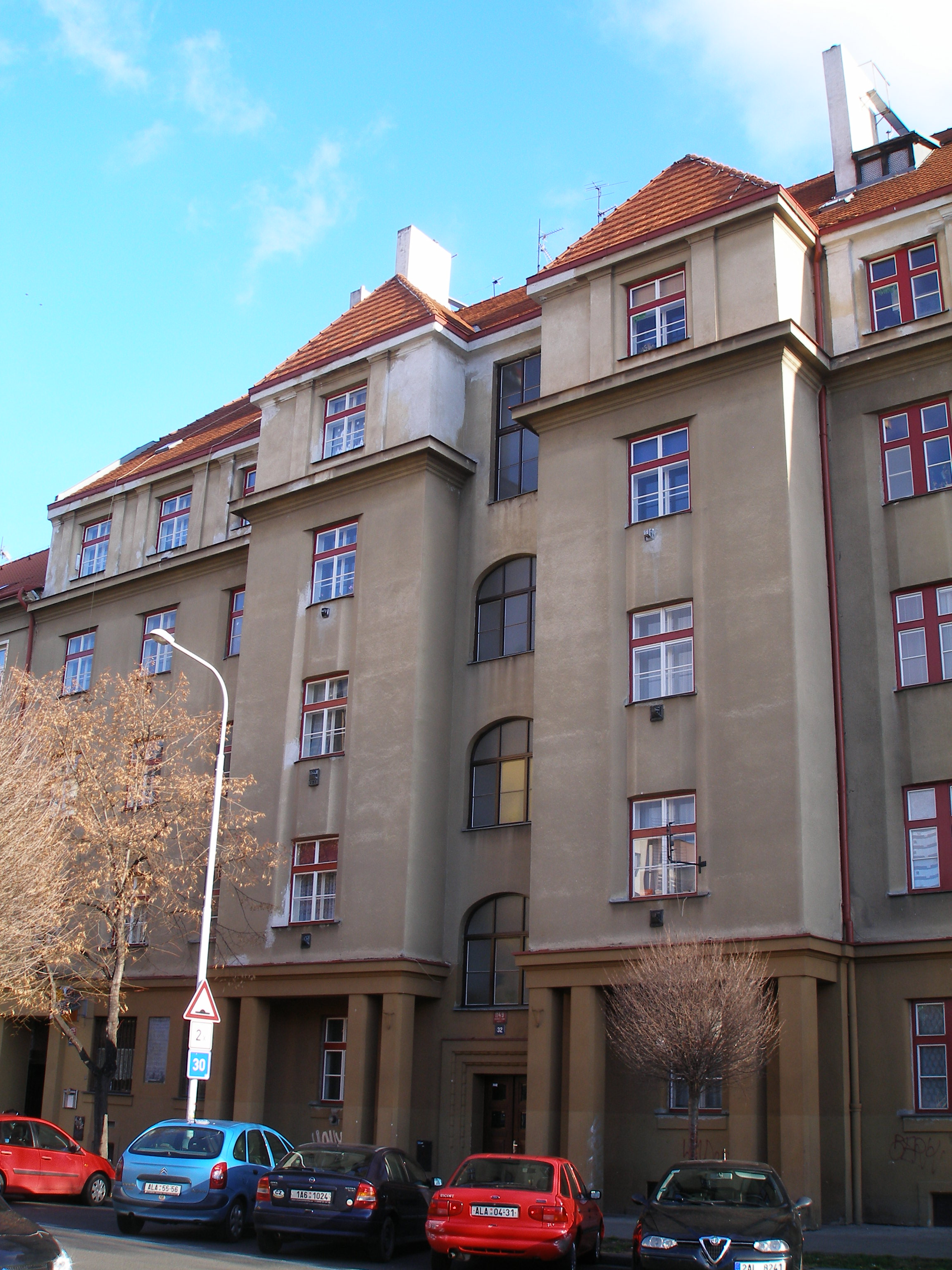
Domovina: pamětní deska je viditelná mezi dopravní značkou a zamřížovaným oknem vedle vchodu zcela vlevo, který vede k sálu

## Průběh a výsledky sjezdu
Sjezd se konal od pondělí 18. do soboty 23. února 1929 v pražských Holešovicích v Lidovýchovné budově Domovina. Byl svolán narychlo a bez větší diskuze mezi členskou základnou.[zdroj?] Zúčastnili se ho i funkcionáři Kominterny. Klement Gottwald zde ostře kritizoval stávající vedení a dokázal prosadit hlubokou personální obměnu většiny vedoucích funkcionářů: Odvoláno bylo dosavadní vedení (terminologií KSČ byla odstavena od moci skupina Jílek, Bolen, Hais, pozdější režimní historií označovaná za „oportunisticko-likvidátorské křídlo“) – Bohumír Šmeral nebyl ani zvolen do ústředního výboru. Sjezd znamenal vítězství radikálního křídla mladé generace komunistů; Gottwald sám stranu ovládl v nově primární pozici generálního tajemníka politického byra ÚV. KSČ se v jejich pojetí měla stát revoluční stranou a odvrhnout některé kompromisní postoje předchozí dekády.
Reakcí na výsledky sjezdu byl masový odchod členů; počet poklesl na 40 tisíc. Proti Gottwaldově politice se postavilo 26 poslanců a senátorů KSČ; velká část ze strany odešla nebo byla vyloučena a pokoušela se dál vést nezávislou komunistickou politiku, ale bez většího úspěchu. Od nového vedení se distancovalo i mnoho komunistických intelektuálů a umělců: zásadní kritický leták „Spisovatelé komunisté komunistickým dělníkům“ (tzv. Projev nebo Manifest sedmi) vydali Jaroslav Seifert, Ivan Olbracht, Marie Majerová a další, byli za to obratem vyloučeni. V následujících parlamentních volbách v říjnu 1929 Gottwaldova KSČ výrazně oslabila, nicméně ne fatálně a zachovala si pozici důležité politické síly.